# 豐國站
豐國站（日语：／ Hōkoku eki */?）是位於福岡縣田川郡糸田村（現時：糸田町）道之上，運輸省（省鐵）糸田線的貨運車站（廢站）。

## 歷史
- 1897年（明治30年）10月20日：豐州鐵道（日语：豊州鉄道）宮床站（現時：糸田站）站內的煤炭裝卸場啟用[1]。
- 1901年（明治34年）9月3日：煤炭裝卸場廢除[1]。
- 1908年（明治41年）3月28日：煤炭裝卸場遷移，鐵道院車站重開[1]。
- 1945年（昭和20年）6月10日：隨著貨物支線廢線，此站被廢除，與糸田站合併[1]。

## 相鄰車站
運輸省（省鐵）
糸田線（貨物支線）
糸田－豐國

## 注腳
1. 1 2 3 4 5 6  石野哲 (编).  初版. JTB. 1998-10-01: 796. ISBN 978-4-533-02980-6 （日语）.

## 相關項目
- 日本鐵路車站列表 Ho